# Les Locataires de Mickey
Pour plus de détails, voir Fiche technique et Distribution.
Les Locataires de Mickey (Squatter's Rights) est un court-métrage d'animation américain des studios Disney, sorti le 7 juin 1946 avec Mickey Mouse et Pluto.
Ce film fait partie de la série Mickey Mouse même s'il a pour héros le personnage de Pluto.

## Synopsis
Dans la cabane forestière de Mickey, Pluto est aux prises avec deux écureuils squatteurs, Tic et Tac.

## Fiche technique
- Titre original : Squatter's Rights
- Titre français : Les Locataires de Mickey
- Série : Mickey Mouse
- Réalisation : Jack Hannah
- Scénario : Harry Reeves
- Animation : Bob Carlson, Rex Cox, Hugh Fraser, Blaine Gibson, Murray McClellan
- Musique : Oliver Wallace
- Production : Walt Disney
- Société de production : Walt Disney Productions
- Société de distribution : RKO Radio Pictures
- Format : Couleur (Technicolor) - 1,37:1 - Son mono (RCA Photophone)
- Durée : 7 minutes
- Langue : (en)
- Pays de production :  États-Unis
- Dates de sortie :
  - États-Unis : 7 juin 1946[1]

## Voix originales
- Walt Disney : Mickey Mouse
- Pinto Colvig : Pluto

## Voix françaises

### 1erdoublage (1990)
- Jean-Paul Audrain : Mickey Mouse
- Béatrice Belthoise : Tic
- Philippe Videcoq : Tac

### 2edoublage (2007)
- Laurent Pasquier : Mickey Mouse
- ??? : Tic et Tac

## À noter
- Le film marque la seconde apparition, après Pluto soldat (1943), des écureuils Tic et Tac, même si ce dernier n'a pas encore son apparence définitive (son nez rouge). Ils seront à nouveau confrontés à Pluto dans Pluto joue à la main chaude (1950) et L'Arbre de Noël de Pluto (1952).

## Récompenses et distinctions
- Oscars 1947 : Nomination à l'Oscar du meilleur court-métrage d'animation[1].

## Titre en différentes langues
- Danemark : Mickeys weekend-hytte
- Suède : Musse Piggs och Plutos snyltgäster, Pluto på hal spis

Source : IMDb